# Ciglione (Ponzone)
Ciglione è una frazione appartenente al comune di Ponzone dal quale dista 3,74 chilometri, in provincia di Alessandria, nella regione Piemonte.
Ciglione è affacciato a meridione sull'appennino ligure che lo ripara dai venti freddi del nord.

## Origini del nome
Come dice il nome stesso, questa popolosa borgata, è situata sopra il ciglio di una collina a mezzacosta del monte Cianella che la ripara dal vento di tramontana. La sua memoria si perde nell'oscurità dei tempi e se si vuole accettare la leggenda, Ciglione avrebbe avuto il nome da due amanti che vollero fissare il loro nido sopra "Questo bel Ciglio".
Le varie località hanno avuto il nome dalla topografia - Valle - Bricchetto - Rivate - e alcune dalle famiglie che le abitarono Piani, Piana, Laneri, Crosio, Benzi.

## Monumenti e luoghi d'interesse

### Chiesa di San Bernardo

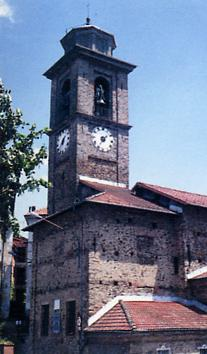
Il caratteristico campanile

Annovera un autentico gioiello del barocco piemontese, la chiesa parrocchiale di San Bernardo, in pietra mista a mattoni di calce aerea, rinforzata da chiavi in ferro, con una facciata verticale a doppio ordine di lesene angolari e sporgenti.
L'interno ha un vano centrale con due cappelle laterali coperto da due volte a crociera a punta rettangolare, separate da un arcone in corrispondenza di due lesene binate; la parte absidale è più stretta e coperta da una volta a pianta quadrata con affreschi di Pietro Ivaldi detto il Muto, artista che aveva lavorato anche nella cattedrale di Acqui Terme, nel Santuario della Madonnina nonché per le parrocchiali di Ovada e Molare. Gli affreschi rappresentano le quattro Virtù cardinali, i quattro Evangelisti, la Trinità, l'Ultima Cena e la Natività.
Sono pregevoli anche il Confessionale in noce del maestro Giuseppe di Sogno (1812), il Battistero con dipinto (1761), la statua lignea di S. Bernardo (1882) di Giovanni Gay di Alessandria, il pulpito barocco (1765) ed il Crocifisso (1766) eseguiti da Giacomo Grisone di Ponzone.
La costruzione della chiesa di S. Bernardo iniziò nel 1702 e fu completata venti anni dopo.

### Oratorio di San Colombano
Nei pressi dell'attuale cimitero sorge ancora la vetusta pieve di San Colombano, di origine romanica.
L'oratorio di San Colombano è una chiesa romanica databile al VIII secolo d.C. ed individua uno dei primi insediamenti cristiani della zona. La sua costruzione è attribuita ai monaci dell'Abbadia di Tiglieto che avevano l'incarico di diffondere il cristianesimo nell'appennino ligure.

### Torre saracena
In prossimità dell'abitato si trovano i resti di una costruzione conica risalente al IX secolo, denominata "Torre Saracena"; si ritiene infatti fosse usata dai Saraceni, invasori dell'epoca, come torre di avvistamento.